# PKINIT
PKINIT est une extension au protocole Kerberos permettant d'utiliser la technique du certificat numérique pour la phase d'authentification. Cette technique permet de remplacer une authentification basée sur un mot de passe par une carte à puce ou un « authentifieur » de type USB. Cette extension est standardisée par l'IETF au sein de la RFC 4556.
Il est possible d'utiliser PKINIT dans un environnement Microsoft Windows ou Unix.

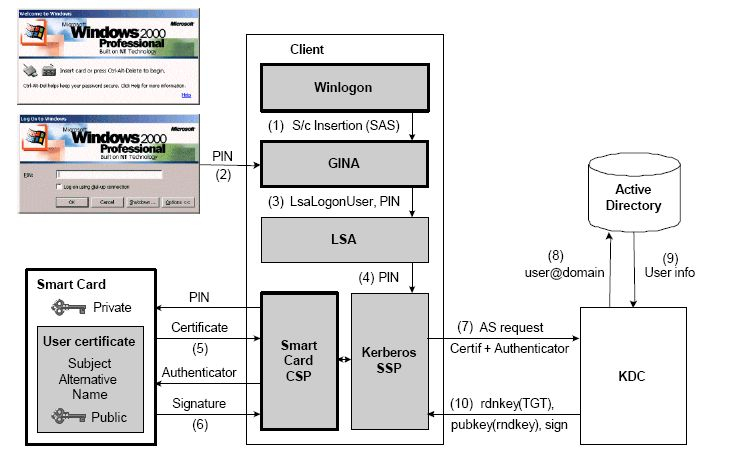

### Standards
- (en) RFC /Public Key Cryptography for Initial Authentication in Kerberos (PKINIT)

### Publications
Articles
- (fr) [PDF] Utilisation des cartes à puces avec Windows 2003
- (fr) [PDF] PKINIT vs MD5
- (fr) [PDF] Windows 2000 Identification 7 HES Genève
- (fr) [PDF] Intégration de la CA RSA Keon dans un Active Directory pour PKINIT par Philippe Logean HES Genève
- (fr) [PDF] PKINIT et Intégration PKI